# Tsuru Morimoto
Tsuru Morimoto (森本 鶴, 9 de novembre de 1970) és una exfutbolista japonesa.

## Selecció del Japó
Va debutar amb la selecció del Japó el 1994. Va disputar 5 partits amb la selecció del Japó. Ha disputat Copa del Món de 1995.

## Estadístiques
| Selecció del Japó | Selecció del Japó | Selecció del Japó |
| Anys              | Partits           | Gols              |
| ----------------- | ----------------- | ----------------- |
| 1994              | 4                 | 1                 |
| 1995              | 1                 | 0                 |
| Total             | 5                 | 1                 |